# لوکا دی متئو
لوکا دی متئو (انگلیسی: Luca Di Matteo؛ زادهٔ ۲۵ فوریهٔ ۱۹۸۸) بازیکن فوتبال اهل ایتالیا است.
از باشگاه‌هایی که در آن بازی کرده‌است می‌توان به باشگاه فوتبال لچه، باشگاه فوتبال ویرتوس لانچانو، باشگاه فوتبال چیتادلا، باشگاه فوتبال پادوا، باشگاه فوتبال کروتونه، باشگاه فوتبال دلفینو پسکارا، باشگاه فوتبال ویچنزا، و باشگاه فوتبال پالرمو اشاره کرد.